# Dieudonné Jamar
Dieudonné Jamar (Hozémont, 6 november 1878 - 19?) was een Belgisch wielrenner. Hij was beroepsrenner van 1901 tot 1911 en werd in 1905 Belgisch kampioen in Jemeppe-sur-Meuse.

## Palmares
- 1894: 11e Luik-Bastenaken-Luik
- 1903: 2e Ougrée-Marche-Ougrée
- 1904: 1e  Herstal
- 1904: 1e  Namen
- 1904: 1e  Queue-du-Bois
- 1904: 1e  Wandre
- 1905:  1e Belgisch kampioenschap, Jemeppe-sur-Meuse
- 1906: 1e Kampioenschap van Luik
- 1908: 1e Borgloon
- 1908: 1e  Chokier
- 1908: 1e  Havelange
- 1908: 1e  Jehay-Bodegnée
- 1908: 1e  Mellet
- 1908: 1e Pousset
- 1908: 1e  Ransart
- 1908: 1e  Velaines
- 1908: 1e  Wanze
- 1909: 1e Fosses-la-Ville
- 1909: 1e  Herstal
- 1909: 2e  Belgisch kampioenschap

## Resultaten in voornaamste wedstrijden
| Jaar | Parijs-Roubaix | Luik-Bast.‑Luik |
| ---- | -------------- | --------------- |
| 1894 |                | 11e             |
| 1910 | 19e            |                 |